# FIFA 12
FIFA 12 is een voetbalsimulatiespel en het 19e deel van de FIFA-serie.  Het spel werd in september 2011 uitgebracht door Electronic Arts.

## Toevoegingen
- Impact Engine. Deze engine zorgt ervoor dat botsingen meer variatie hebben, accurater en realistischer zijn.[1]
- FIFA 12 City voor de Wii. In de Wii-versie van het spel ligt de focus op de nieuwe FIFA 12-stad. Naarmate de speler meer ervaring in het spel opdoet, groeit de stad en komen er nieuwe functies vrij. Tevens bevat de Wii-versie een zaalvoetbalmodus.[2]
- Pro Player Intelligence. Spelers hebben meer inzicht in de sterke en zwakke punten van zichzelf, hun teamgenoten en de tegenstander.
- Er zijn precisiedribbels toegevoegd waardoor spelers meer controle krijgen over de bal in kleine ruimtes.
- Verdedigingsmechanismen zijn verbeterd en blessures zijn beter ingesteld.
- De carrièremodus is vernieuwd en bevat verhaallijnen gebaseerd op gebeurtenissen uit de echte voetbalwereld. Wedstrijduitslagen zijn in deze modus mede afhankelijk van het moreel onder de spelers, hun vorm en de positie die het team in het klassement inneemt.

## Competities
- A-League
- Austrian Football Bundesliga
- Belgian Pro League
- Campeonato Brasileiro Série A
- Danish Superliga
- Premier League
- Football League Championship
- Football League One
- Football League Two
- Ligue 1
- Ligue 2
- Bundesliga
- 2. Bundesliga
- Serie A
- Serie B

- K-League
- Primera División de México
- Eredivisie
- Tippeligaen
- Ekstraklasa
- Primeira Liga
- League of Ireland
- Premjer-Liga
- Scottish Premier League
- Primera División
- Segunda División A
- Allsvenskan
- Axpo Super League
- Major League Soccer

Overige teams: AEK Athene, Boca Juniors, Galatasaray SK, Kaizer Chiefs, Olympiakos CFP, Orlando Pirates, Panathinaikos, PAOK, Racing Club, River Plate, Classic XI en World XI.

## Soundtracks
| Artiest                               | Nummer                       | Land                      |
| ------------------------------------- | ---------------------------- | ------------------------- |
| Alex Metric feat. Steve Angello       | Open Your Eyes               | /                         |
| All Mankind                           | Break The Spell              | Vlag van Australië        |
| Architecture in Helsinki              | Escapee                      | Vlag van Australië        |
| Bloco Bleque feat. Gabriel o Pensador | So Tem Jogador               | Vlag van Brazilië         |
| Chase & Status                        | No Problem                   | Vlag van Engeland         |
| Crystal Castles feat. Robert Smith    | Not In Love                  | /                         |
| CSS                                   | Hits Me Like A Rock          | Vlag van Brazilië         |
| The Chain Gang of 1974                | Hold On                      | Vlag van Verenigde Staten |
| Cut Copy                              | Where I'm Going              | Vlag van Australië        |
| Digitalism                            | Circles                      | Vlag van Duitsland        |
| Dj Raff                               | Latino & Proud               | Vlag van Chili            |
| El Guincho                            | Bombay (Fresh Touch Dub Mix) | Vlag van Spanje           |
| Empresarios                           | Sabor Tropical               | Vlag van Puerto Rico      |
| Foster the People                     | Call It What You Want        | Vlag van Verenigde Staten |
| GIVERS                                | Up Up Up                     | Vlag van Verenigde Staten |
| Glasvegas                             | The World Is Yours           | Vlag van Schotland        |
| Graffiti6                             | Stare Into the Sun           | Vlag van Engeland         |
| Grouplove                             | Colours (Captain Cuts remix) | Vlag van Verenigde Staten |
| The Hives                             | Thousand Answers             | Vlag van Zweden           |

| Artiest                              | Nummer                                | Land                      |
| ------------------------------------ | ------------------------------------- | ------------------------- |
| The Japanese Popstars                | Let Go                                | Vlag van Noord-Ierland    |
| Kasabian                             | Switchblade Smiles                    | Vlag van Engeland         |
| La Vida Bohème                       | Buen Salvaje                          | Vlag van Venezuela        |
| Little Dragon                        | Nightlight                            | Vlag van Zweden           |
| Macaco                               | Una Sola Voz                          | Vlag van Spanje           |
| Marteria feat. Yasha                 | Verstrahlt                            | Vlag van Duitsland        |
| The Medics                           | City                                  | Vlag van Nederland        |
| Monarchy                             | The Phoenix Alive (Kris Menace Remix) | Vlag van Engeland         |
| The Naked and Famous                 | Punching In A Dream                   | Vlag van Nieuw-Zeeland    |
| Pint Shot Riot                       | Twisted Soul                          | Vlag van Engeland         |
| Portugal. The Man                    | Got It All (This Can't Be Living Now) | Vlag van Verenigde Staten |
| Rock Mafia                           | The Big Bang                          | Vlag van Verenigde Staten |
| Spank Rock                           | Energy                                | Vlag van Verenigde Staten |
| The Strokes                          | Machu Picchu                          | Vlag van Verenigde Staten |
| Thievery Corporation                 | Stargazer                             | Vlag van Verenigde Staten |
| The Ting Tings                       | Hands                                 | Vlag van Engeland         |
| Tittsworth & Alvin Risk feat. Maluca | La Campana                            | Vlag van Verenigde Staten |
| TV on the Radio                      | Will Do                               | Vlag van Verenigde Staten |
| Tying Tiffany                        | Drownin'                              | Vlag van Italië           |
| The Vaccines                         | Wreckin' Bar (Ra Ra Ra)               | Vlag van Engeland         |

## Trivia
- Wayne Rooney en Kaká staan op de Nederlandse cover van het spel.[4]
- Inzake de Engelstalige verslaggeving in het spel voerde EA een wijziging door. Alan Smith nam de plaats in van Andy Gray als co-commentator.[5]
- De Tsjechische en Turkse competitie werden door EA uit FIFA gehaald vanwege vermeende omkoopschandalen.
- Chili, Colombia, Egypte, Ivoorkust en Peru werden toegevoegd bij de nationale ploegen. Zij vervingen China en Tsjechië.
- In tegenstelling tot voorgaande FIFA-spellen zit er in FIFA 12 geen LAN-functie, omdat deze het mogelijk maakte om ondanks een illegale versie alsnog online te spelen.[6]
- FIFA 12 is het eerste spel van de reeks dat beschikbaar is voor de Nintendo 3DS, maar deze heeft geen online-functie.